# Prête-moi ta main
Pour plus de détails, voir Fiche technique et Distribution.
Prête-moi ta main est une comédie romantique française réalisée par Éric Lartigau, sortie en 2006.

## Synopsis
Luis (Alain Chabat), quadragénaire et nez chez un parfumeur, vit au milieu de sa mère et ses cinq sœurs. Ces six femmes forment un véritable clan (« le G7 ») qui prend toutes les décisions pour l'ensemble de la famille. Elles décident donc qu'il doit prendre une épouse. Luis est comme son père, il n'a jamais son mot à dire. Ses sœurs, excepté la dernière, le couvent tellement qu'il y trouve son compte. Mais il va devoir encore une fois se soumettre à leurs exigences.
Luis élabore alors un plan imparable afin qu'on ne lui parle plus jamais de mariage : trouver la femme parfaite, qu'il paiera pour passer pour sa fiancée et qui disparaîtra le jour du mariage. Il feindra ensuite de tomber en dépression pour qu'on lui laisse la paix. Mais son plan ne sera pas aussi facile à mettre en œuvre qu'il l'avait imaginé. La jeune femme en question, sœur de son collègue et ami de travail, se montre certes rebelle, mais accepte de jouer le jeu. Malheureusement, la famille de Luis, aussi bien la maman que les sœurs, adoptent d'emblée Emmanuelle et cette dernière n'est pas insensible à la famille, et encore moins à Luis. Tous deux finissent par tomber amoureux,.
.

## Fiche technique
- Titre : Prête-moi ta main
- Réalisation : Éric Lartigau
- Scénario : Laurent Zeitoun, Philippe Mechelen, Laurent Tirard, Grégoire Vigneron et Alain Chabat, d'après l'histoire d'Alain Chabat
- Musique : Erwann Kermorvant
- Décors : Sylvie Olivé et Christian Gazio
- Costumes : Anne Schotte
- Photographie : Régis Blondeau
- Son : Laurent Zeilig, Sylvain Lasseur et Joël Rangon
- Montage : Juliette Welfling
- Production : Alain Chabat, Amandine Billot et Christine Rouxel
- Société de production : Chez Wam
- Société de distribution : Mars Distribution
- Budget : 9M€
- Pays de production :  France
- Langue originale : français
- Format : couleur
- Genre : comédie romantique
- Durée : 90 minutes
- Dates de sortie :
  - France, Belgique, Suisse romande : 1er novembre 2006
  - Québec : 31 août 2007

## Distribution
- Alain Chabat : Luis Costa
- Charlotte Gainsbourg : Emmanuelle Cazenave
- Bernadette Lafont : Geneviève Costa, mère de Luis, veuve
- Wladimir Yordanoff : Francis Bertoff, le patron de Luis et Pierre-Yves
- Grégoire Oestermann : Pierre-Yves Cazenave, collègue et ami de Luis, frère d'Emmanuelle
- Véronique Barrault : Catherine, sœur de Luis, assistante dentaire
- Marie-Armelle Deguy : Axelle, sœur de Luis, dentiste
- Katia Lewkowicz : Carole, sœur de Luis, vendeuse de vêtements
- Louise Monot : Maxine Costa, la plus jeune sœur de Luis
- Luce Mouchel : Marie, sœur de Luis, femme au foyer
- Christiane Millet : Françoise Messier-Lalande, directrice de Neiko
- Aïssa Maïga : Kirsten Hansen, l'assistante de Françoise Messier-Lalande
- Tatiana Gousseff : Francine Lebrun, employée de la DDASS
- Alix de Konopka : Sandrine Philippi, née Bourrague, l'amour de jeunesse de Luis
- Anne Marivin : la vendeuse Carabosse
- Christophe Kourotchkine : Gael

## Production
Le film a porté plusieurs titres provisoires tels Elles et Luis et L'amour est un bouquet de violettes. C'est finalement Marina Foïs qui trouvera le titre définitif du film.

## Accueil

### Sortie
Prête-moi ta main sort le 1er novembre 2006 dans les pays d'Europe francophone. Le film engendre près de 3 millions d'euros de recettes à l'étranger.

### Box-office
Après seulement une semaine en salle, il a attiré 1 065 610 spectateurs. Le film finit son exploitation en salles avec 3 734 704 entrées, ce qui en fait un des plus gros succès du cinéma français en 2006, et génère des revenus dépassant les 28 millions d'euros. Il s'avère donc très rentable par rapport à son budget de 8,9 millions €.

## Distinctions
- Césars 2007 : nominations aux César du meilleur acteur (Alain Chabat), de la meilleure actrice (Charlotte Gainsbourg) et de la meilleure actrice dans un second rôle (Bernadette Lafont).